# Херсонский автобус
Херсонский автобус — вид общественного транспорта в Херсоне, осуществляющий перевозку пассажиров, как правило автобусами, а также микроавтобусами по маршрутам. На сегодняшний день в городе действуют 29 маршрутов на которые выходят до 400 автобусов

## История
29 сентября 1927 года из Москвы в Херсон прибыли первые три автобуса марки «Я-3», собранные на заводах «Автопромторга». До этого времени основным видом транспорта были лакированные экипажи, фаэтоны с керосиновыми лампами-фонарями, запряженные лошадьми. Пользоваться таким транспортом могли только состоятельные люди.
Автобусы ходили по трём маршрутам:
- 1-й маршрут – с Военного форштадта через центр города и Качельную улицу (ныне улица Сорокина) к Фан-Юнговскому мосту на Сухарное;
- 2-й маршрут – от Александровской площади (нынешний ориентир – вспомогательная школа №2) через центр города и порт до вокзала и завода им. Петровского;
- 3-й маршрут – от Зелёного базара (порт) до вокзала и завода им. Петровского.

В 1961 г. городском автобусном парке насчитывалось 75 единиц подвижного состава, численность работающих в АТП-21021 - 300 человек. График работы автобуса был привязан к рабочим сменам предприятий города, транспорт работал в две смены с 4-30 утра до 2-30 ночи следующих суток. Государственные номерные знаки херсонских автобусов имели серии ТЭ, ФШ, ЩЩ и были выполнены на жёлтом фоне.
В Херсоне существует 9 перевозчиков:
- КП "Херсонский коммунальный транспортный сервис" (маршруты 2, 3, 4, 5, 6, 10, 14, 17, 24, 25, 28, 33)

- ОАО "Рембыттехника-Херсон" (маршруты 12, 35, 47, 49)
- ООО "Искора" (маршрут 43)
- ФЛП Присяжный А. В. (маршрут 38)
- ЧП "Корнет-Стиль" (маршруты 8, 9, 20, 48)
- ЧП "Союзавто" (маршруты 7, 33К)
- ЧФ "МИС" (маршруты 16, 29, 30)
- ЧАО "Херсонское АТП-16527" (маршрут 101)
- ФЛП Самойленко (маршрут 34).

## Маршруты
В 1962 г. в Херсоне было около 13 маршрутов:
| Номер маршрута | Маршрут                                                |
| -------------- | ------------------------------------------------------ |
| 1              | Театральная пл. – Завод стеклотары – Восточный поселок |
| 2              | Театральная пл. – Крекинг-завод – пос. Куйбышева       |
| 3              | Театральная пл. – С/х институт (интернат-2)            |
| 4              | Жилпоселок – Забалка (пожарное депо)                   |
| 5              | Театральная пл. – ХБК – ТЭЦ                            |
| 6              | Театральная пл. – Интернат-1 (ул. И. Кулика)           |
| 7              | Театральная пл. – пос. Текстильщиков                   |
| 8              | Речпорт – Завод им. Петровского                        |
| 9              | Речпорт – Центральный рынок                            |
| 10             | Театральная пл. – Северный поселок                     |
| 11             | Жилпоселок – Судостроительный завод                    |
| 12             | Вокзал – Кузни – Кирпичный завод                       |
| 13             | ХБК – Театральная пл. – Забалка                        |

На базе АТП-16528 создано коммунальное предприятие «Херсонкоммунтранссервис». На балансе предприятия находилось 270 единиц подвижного состава автобусов «Икарус-260», «Икарус-280» и «ЛиАЗ-677». Автопарк монопольно обслуживал все городские автобусные маршруты Херсона.

###### Маршруты на август 2015 г.
| Номер маршрута | Маршрут                                    |
| -------------- | ------------------------------------------ |
| 1              | пгт Антоновка - м/н Шуменский              |
| 2              | пос. Геологов - Речпорт                    |
| 3              | СПТУ №6 - Остров                           |
| 4              | Силикатный завод - ул. Безродного          |
| 5              | м/н Шуменский - Молодёжный пляж            |
| 6              | м/н 4-й Таврический - гостиница "Фрегат"   |
| 7              | пос. Текстильщиков - ул. Чайковского       |
| 8              | ТЭЦ - Гидропарк                            |
| 9              | Речпорт – м/н 2-й Таврический              |
| 10             | с. Степановка - Речпорт                    |
| 12             | Ж/Д Вокзал - м/н 2-й Таврический           |
| 14             | ТРЦ "Фабрика" - м/н 2-й Таврический        |
| 16             | м/н 2-й Таврический - Гидропарк            |
| 17             | м/н Шуменский - Молодёжный пляж            |
| 20             | ул. Генерала Алмазова - Гидропарк          |
| 24             | с. Степановка - фабрика "Красень"          |
| 25             | фабрика "Красень" - УкрНИИОЗ               |
| 26             | ул. Генерала Алмазова – пос. Текстильщиков |
| 27             | с. Степановка - поликлиника ХБК            |
| 28             | кладбище Геологов - фабрика "Красень"      |
| 29             | Нефтегавань - м/н Шуменский                |
| 30             | пгт Антоновка - м/н 2-й Таврический        |
| 33             | Центральный рынок - пгт Зеленовка          |
| 33К            | ХБК - пгт Зеленовка                        |
| 34             | Жилпоселок - пос. Киндийка                 |
| 35             | ТРЦ "Фабрика" - Гидропарк                  |
| 38             | ул. Генерала Алмазова - пос. Киндийка      |
| 43             | пгт Антоновка - Гидропарк                  |
| 47             | м/н 2-й Таврический - Забалка              |
| 48             | ТЭЦ - м/н Шуменский                        |
| 49             | Авторынок - Речпорт                        |
| 50             | м/н 2-й Таврический - Молодёжный пляж      |
| 51             | Дачи - ХБК                                 |
| 101            | с. Чернобаевка - фабрика "Красень"         |

###### Маршруты на октябрь 2020 г.
| Номер маршрута | Маршрут                                      |
| -------------- | -------------------------------------------- |
| 2              | пос. Геологов - Речпорт                      |
| 3              | СПТУ №6 - м/н Корабел                        |
| 4              | м/н Шуменский - ул. Генерала Алмазова        |
| 5              | м/н Шуменский - Молодежный пляж              |
| 6              | м/н 4-й Таврический - Гостиница "Фрегат"     |
| 7              | м/н Текстильный - ул. Чайковского            |
| 8              | ТЭЦ - м/н Корабел                            |
| 9              | Речпорт - м/н 2-й Таврический                |
| 10             | с. Степановка - Речпорт                      |
| 12             | м/н 2-й Таврический - Железнодорожный вокзал |
| 14             | ТРЦ "Фабрика" - м/н 2-й Таврический          |
| 16             | м/н 2-й Таврический - м/н Корабел            |
| 17             | м/н Шуменский - пгт Антоновка                |
| 20             | ул. Генерала Алмазова - м/н Корабел          |
| 24             | с. Степановка - Фабрика "Красень"            |
| 25             | пгт Надднепрянское - пл. Павла Дубинды       |
| 28             | Фабрика "Красень" - Кладбище "Геологов"      |
| 29             | Нефтегавань - м/н Шуменский                  |
| 30             | пгт Антоновка - м/н 2-й Таврический          |
| 33             | пгт Зеленовка - Центральный рынок            |
| 33К            | пгт Зеленовка - пл. Павла Дубинды            |
| 34             | Жилпоселок - ТРЦ "Фабрика"                   |
| 35             | ТРЦ "Фабрика" - м/н Корабел                  |
| 38             | пос. Киндийка - ул. Генерала Алмазова        |
| 43             | пл. Вячеслава Черновола - м/н Шуменский      |
| 47             | м/н 2-й Таврический - Корабельная пл.        |
| 48             | ТЭЦ - м/н Шуменский                          |
| 49             | Авторынок - Корабельная пл.                  |
| 101            | Фабрика "Красень" - Аэропорт "Херсон"        |

## Подвижной состав
I-VAN A07A; 
IVECO Daily; IVECO TurboDaily; 
Mercedes-Benz Sprinter; 
Volkswagen LT35; 
БАЗ-2215 "Дельфин"; БАЗ-А079 "Эталон"; БАЗ-А081 "Василек"; БАЗ-А111 "Ромашка";
Богдан А069; Богдан А091; Богдан А092; Богдан А201; Богдан А1445; 
Ataman A092H6; 
ГАЗ-3221; 
ПАЗ-672М; 
Рута-18; Рута-19; Рута-20; Рута-22; Рута-25; Рута 44; Рута СПВ-17; Рута-А048; 
Тур А049; 
ХАЗ-3230 "Скиф"; ХАЗ-3250;
Эталон А081.28;